# Eisenhofen
Eisenhofen ist ein Ortsteil der Gemeinde Erdweg im oberbayerischen Landkreis Dachau. Die aktuelle Einwohnerzahl beträgt 740 (Stand: 1. August 2012).

## Geografie
Eisenhofen liegt circa zwölf Kilometer nordwestlich von Dachau, circa 15 Kilometer südöstlich von Aichach und circa sechs Kilometer nördlich der Autobahn A8 (Anschlussstellen Odelzhausen bzw. Sulzemoos). Das Kirchdorf nördlich der Staatsstraßen 2047 und 2054 liegt am Zeitlbach an dessen Wechsel ins Glonntal. Südöstlich von Eisenhofen mündet der Zeitlbach in die Glonn. Erdweg, Petersberg, Kleinberghofen, Hof und Hörgenbach sind Nachbarorte. Durch Eisenhofen verläuft der 2012 eingeweihte meditative Wanderweg InSichGehen mit elf Stationen zwischen den alten Klosterstandorten Petersberg und Altomünster (Sankt Alto und Sankt Birgitta).

## Geschichte

Eisenhofen (Apian-Karte, 1568)

Schloss Eisenhofen in Hof (um 1700)

Eisenhofen vor etwa 100 Jahren (2015), Postkarte

Usinhusun (Eisenhausen) wurde am 21. Mai 802 als Lehens-Geschenk von der Freisinger Domkirche an die Prieserbrüder Wenilo und Helker aus der Sippe der Huosi erwähnt. Nach einer Urkunde des Bischofs Atto schenkten die Priester Wenilo und Helker dem Dom zu Freising mehrere Besitzungen, darunter in Eisenhofen gelegene.
In einer Urkunde wird 837 Usinhofun (Eisenhofen) erwähnt.
Udalschalk von Eisenhofen gehörte 1100 zum ritterlichen Gefolge des Freisinger Bischofs.
Die Eisenhofer verkaufen den Markt Bruck (Fürstenfeldbruck) 1340 an die Zisterzienser von Fürstenfeldbruck.
Eine Erbtochter bringt den Stammsitz der Eisenhofer 1418 in den Besitz der Thorer.
Der Eisenhofener Turnieradel lässt sich 1432 letztmals auf großen Turnieren nachweisen. Zuvor stiegen die Gefolgsleute der Wittelsbacher als bedeutendstes Geschlecht im Dachauer Land in den hohen Turnieradel auf.
1500 werden drei Ganzbauernhöfe, 22 Klein- bis Kleinstanwesen, eine Mühle sowie der Burgsitz mit Schlossgut in Hof gezählt.
Mit dem Deutschordensritter Wolfgang von Eisenhofen stirbt 1527 der männliche Stamm der Eisenhofer aus.
Das Geschlecht der Eisenhofer benannte sich 1585 nach dem Schloss Eisenhofen in Hof (Wiguleus Hund). Das Familiengrab der Eusenhouer befindet sich in der Stiftskirche in Indersdorf. Im Kreuzgang des Klosters Indersdorf findet sich ein Grabstein.
Nach mehrfachem Besitzerwechsel wurde die Hofmark vom Freisinger Fürstbischof Veit Adam von Gepeckh 1622 für das Hochstift Freising gekauft, zusammen mit den Hofmarken Kleinberghofen, Asbach, Lampertshausen und Erdweg. Eisenhofen war Freisinger Pflegamt.
Im Dreißigjährigen Krieg wurde das Schloss Eisenhofen von den Schweden zerstört. Der Freisinger Bischof Johannes Franziskus baute das Schloss danach wieder auf.
Die Fürstbischöfe bauten das Schloss 1802/1803 zu einer Sommerresidenz aus. Die Säkularisation folgte.
Der Hopfenanbau mit mehreren Hopfengärten in Eisenhofen und am Petersberg ist von 1805 bis Anfang des 20. Jahrhunderts belegbar.
Eisenhofen wurde anlässlich der Gebietsreform in Bayern am 1. Juli 1972 in die neue Gemeinde Erdweg eingegliedert. Diese entstand 1972 durch Zusammenlegung der Gemeinden Eisenhofen, Großberghofen, Kleinberghofen, Unterweikertshofen und Welshofen.

### Wappen der Eisenhofer

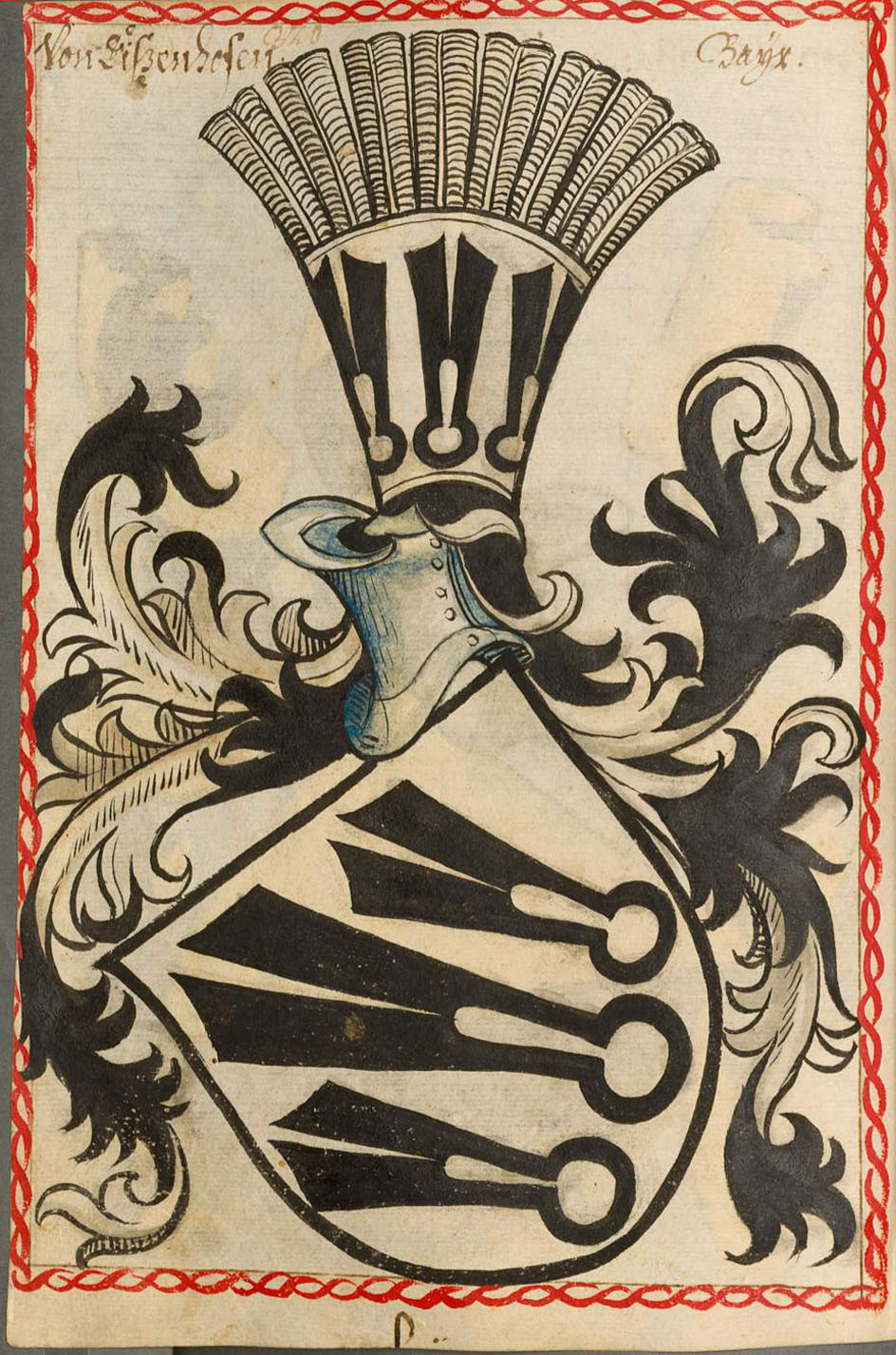
Wappen der Eisenhofer

Udalschalk von Eisenhofen, ein ritterlicher Gefolgsmann des Freisinger Bischofs wird um 1100 erwähnt. 1382 tauchen im Wappen der Eisenhofer drei Scheren auf (ursprünglich eine) und weisen auf eine wesentliche Besitzvermehrung hin. Die Schafscheren symbolisieren den reichen Besitz und die Verbundenheit des Grundbesitzers mit seinem Landeigentum.

## Sehenswürdigkeiten

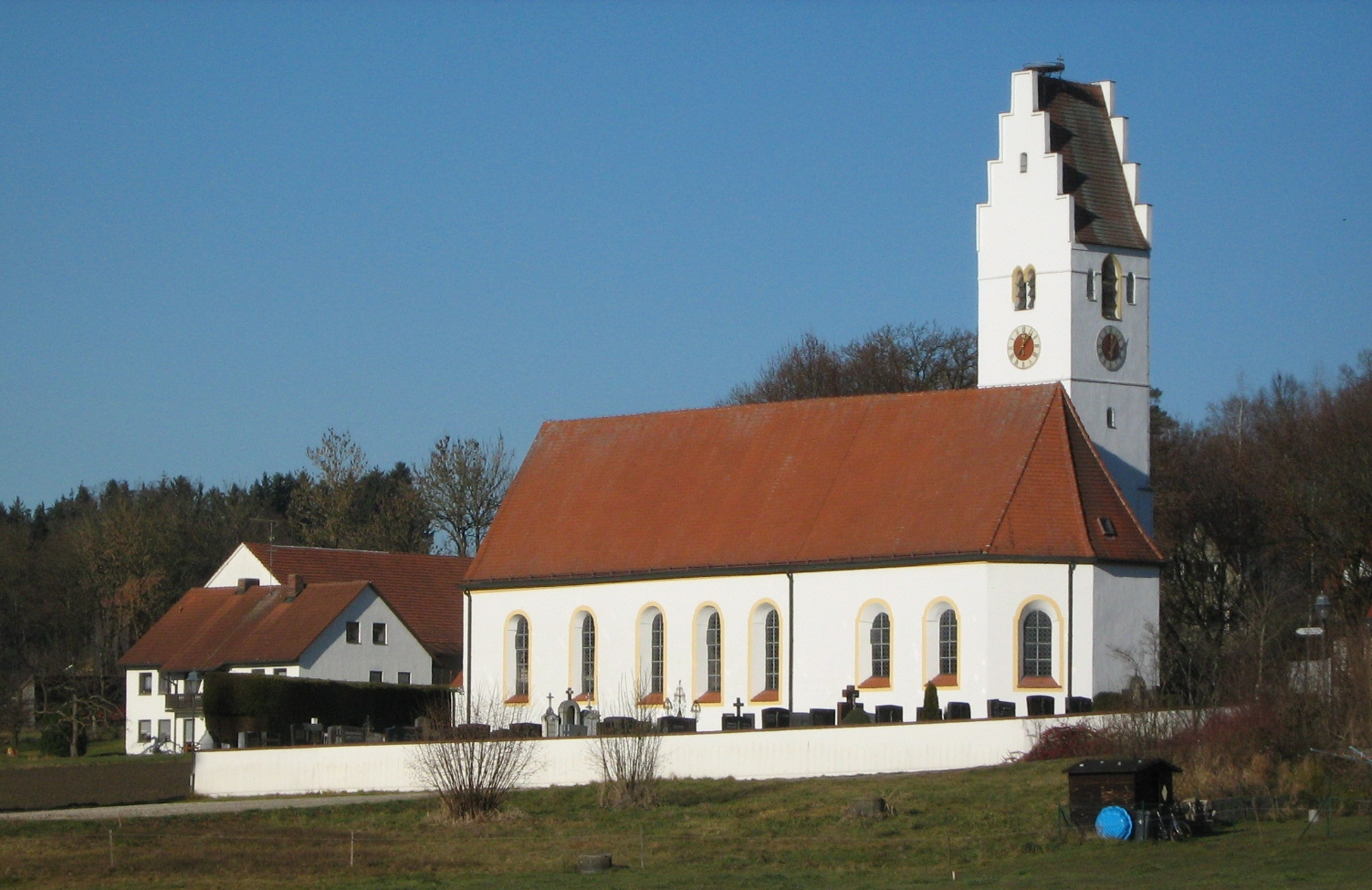
St. Alban

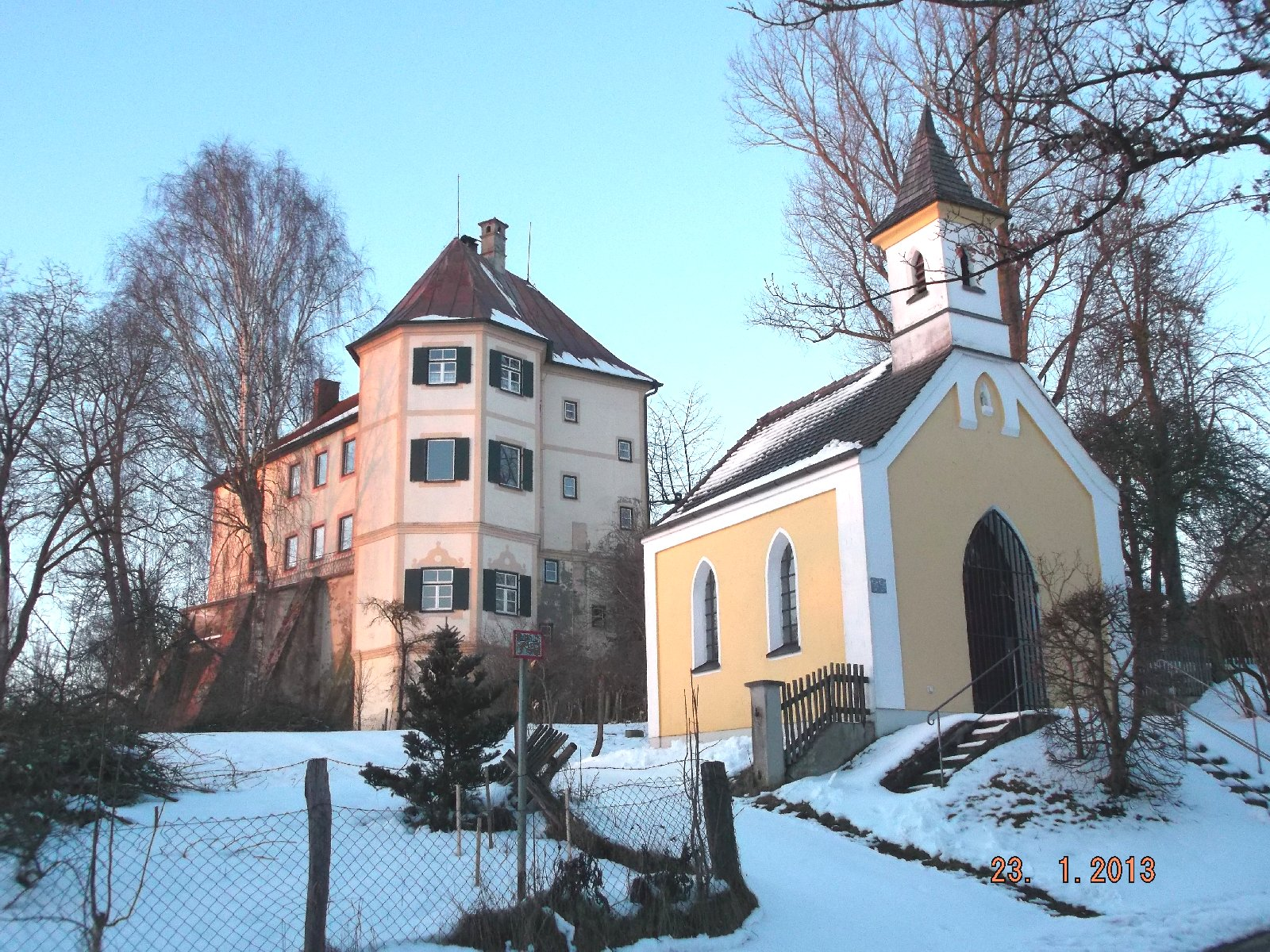
Schloss Eisenhofen mit Marienkapelle

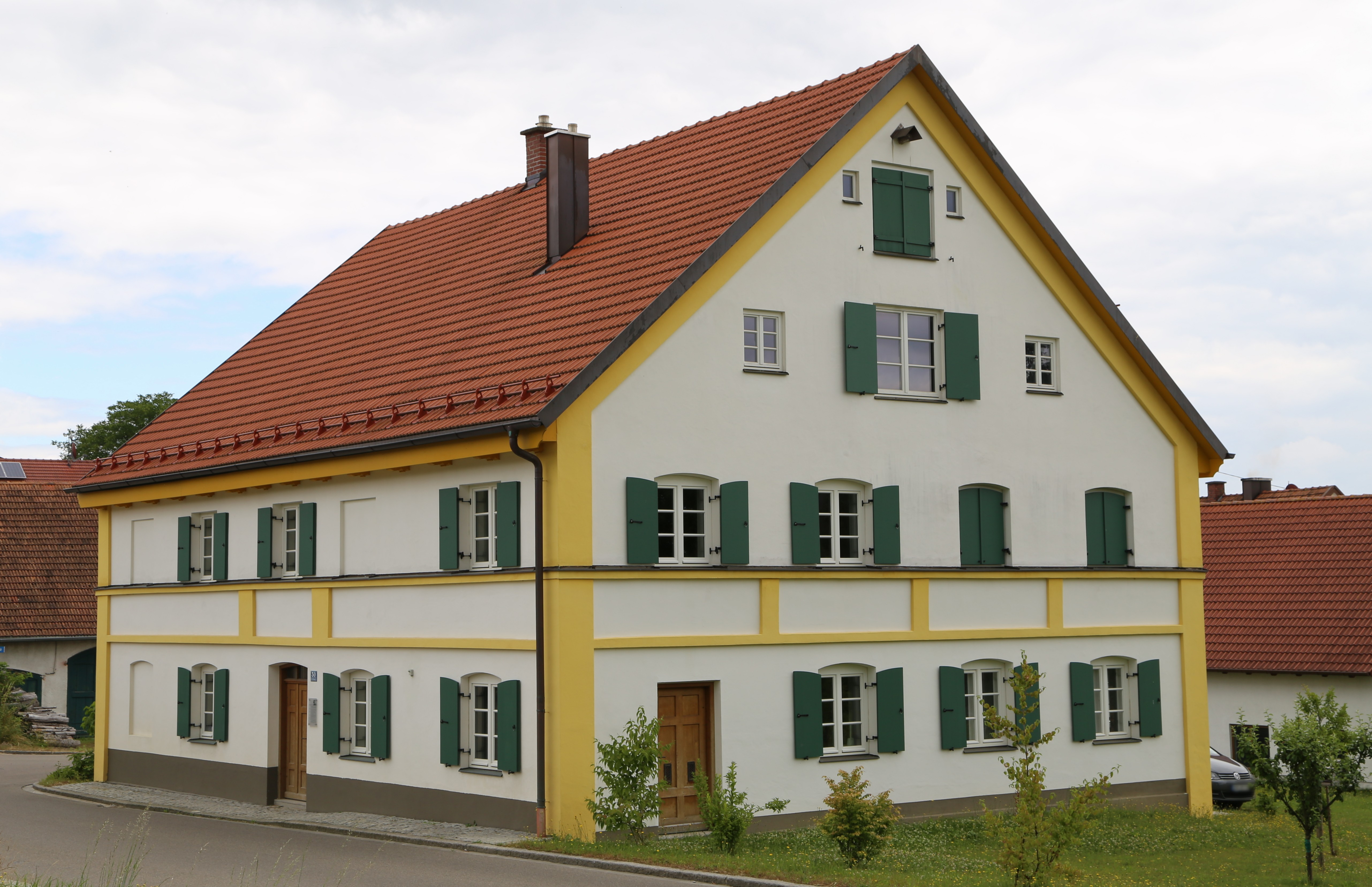
Geburtshaus von Johannes Neuhäusler (2016)

- St. Alban ist eine Filialkirche der Pfarrei Erdweg und wurde erstmals 1101 erwähnt. Sie wurde im Dreißigjährigen Krieg zerstört und erhielt 1680 ihre derzeitige Gestalt.[9]
- Schloss Eisenhofen in Hof (Privatbesitz)
- Geburtshaus des Weihbischofs Johannes Neuhäusler aus dem Jahr 1873[10]
- Gedenkkreuz und Geburtshaus von Josef Grahamer.[11]

## Persönlichkeiten
- Johannes Neuhäusler (Weihbischof)
- Josef (Benno) Grahamer (Missionsbenediktiner, Märtyrer von Tokwon)[12]

## Vereine und Gruppen
Vereine und Gruppierungen prägen maßgeblich das kulturelle Leben in Eisenhofen:
- 1874: Die Krieger- und Soldatenkameradschaft Eisenhofen-Hirtlbach wird gegründet.[13] 2015 feierte der Verein sein 140-jähriges Bestehen.[14]
- 1882: Die Freiwillige Feuerwehr Eisenhofen wird gegründet. 1885 erfolgte der Bau des ersten „Löschrequisitenhauses“ in Eisenhofen.[15]
- 1928: Der Obst- und Gartenbauverein Eisenhofen-Hirtlbach wird gegründet.[16]
- 1952: Die katholischen Burschen- und Mädchenvereine Eisenhofen/Hof werden unter Mitwirkung von Pfarrer Friedrich Schnell gegründet.[17] Beide gemeinnützigen Vereine verfolgen als Hauptziel, den Zusammenhalt in der Eisenhofer Jugend zu fördern, das Brauchtum zu erhalten sowie das Dorfleben durch verschiedene Veranstaltungen wie Judasfeuer, Maibaumaufstellen, Theaterspiel usw. zu gestalten.[18][19] 2013 feierten die beiden Vereine ihr 60-jähriges Gründungsfest.[20] Die Mädchen- und Burschenvereine Welshofen übernahmen die Fest-Patenschaft.[21]
- 1992: Der Verein Böllerschützen Eisenhofen e. V. wird gegründet.[22] 1995 trat der Verein dem Schützengau Dachau bei. Seit 1994 veranstalten die Böllerschützen mit ihren Marketenderinnen am Heiligen Abend im Ortszentrum von Erdweg ein Christkindl-Anschießen bzw. Weihnachtsschießen für einen guten Zweck.[23]
- 2009: Der Verein Heimatgeschichte Eisenhofen wird gegründet.[24] Er ging aus der Arbeitsgruppe Dorfchronik hervor und möchte ein Archiv zur Geschichte von Eisenhofen, Hof und Petersberg aufbauen und die Dorfgeschichte in einem Buch dokumentieren.[25]
- 2005: Eisenhofer Schuahbladdla; seit 2005 besteht die Schuhplattler-Gruppe und ist mittlerweile sehr gefragt.[26] Seit vielen Jahren kommen auch Studenten aus dem Guilford College in Greensboro nach Eisenhofen, um das Platteln zu lernen.[27]
- Blaskapelle Eisenhofen; Die Blaskapelle Eisenhofen ist fester Bestandteil des kulturellen Lebens und wurde 2008 von Ministerpräsident Günther Beckstein für ihr Engagement ausgezeichnet.[28]